# 平山乡 (扬州市)
平山乡，是中华人民共和国江苏省扬州市邗江区下辖的一个乡镇级行政单位。

## 行政区划
平山乡下辖以下地区：
西华门社区、荷叶社区、朱塘社区、石油山庄社区、丁魏村和雷塘村。